# Hotel Paura
Hotel Paura è un film del 1996 diretto da Renato De Maria.
De Maria, alla sua prima regia, è anche sceneggiatore mentre il soggetto è tratto da un romanzo di Silvia Colombini e Alberto Sandrini.

## Trama
Milano. Carlo Ruggeri è un direttore amministrativo che, a seguito di una fusione tra due aziende, perde il posto di lavoro proprio quando ha appena firmato il rogito per l'acquisto di una nuova casa. Dopo un breve periodo la sua famiglia viene sfrattata e finisce in un residence del Comune. Mentre Carlo cerca disperatamente un nuovo posto di lavoro, la moglie e il figlio Paolo si trasferiscono temporaneamente a Sorrento da alcuni parenti. Carlo, rimasto solo in città, inizia inesorabilmente la sua discesa della scala sociale sino a diventare un mendicante.